# Bosguérard-de-Marcouville
Bosguérard-de-Marcouville est une ancienne commune française située dans le département de l'Eure en région Normandie.
Elle est une commune déléguée des Monts du Roumois depuis le 1er janvier 2017.

## Géographie

### Localisation
| Berville-en-Roumois   |                                                                         | Grand-Bourgtheroulde (comm. dél. de Bourgtheroulde-Infreville) |
| Saint-Denis-des-Monts | Bosguérard-de-Marcouville                                               | Saint-Pierre-du-Bosguérard                                     |
|                       | Houlbec-près-le-Gros-Theil, Le Bosc-du-Theil (comm. dél. du Gros-Theil) | La Haye-du-Theil                                               |

## Toponymie
Le nom de la localité est attesté sous les formes Bosc Gerard en 1046 et en 1048,
, Saint Denis du Bosguerard en 1793, Saint-Denis-du-Bosc-Guérard en 1801, Bosc-Guerard-sur-Monville en 1828 (Louis Du Bois), Bosguérard-de-Marcouville en 1844, Beaugrand-de-Marcouville en 1868 (annuaire de l’association normande), Bosguérard-de-Marcouville en 2017 .
Saint-Denis-du-Boscguérard et Saint-Pierre-du-Bosguérard formaient le territoire de Bosguérard. Bosguérard est un composé du normand bosc « bois », suivi du nom de personne Guérard, forme du normand septentrional correspondant au français Gérard et qui se poursuit dans le patronyme Guérard. Le Guérard en question est un certain Flaitel, connu comme Gerardus Flagitellus dans les textes rédigés en latin médiéval. Ce Guérard fit don de cette terre en 1046-1048 à l'abbaye de Saint-Wandrille, lorsqu'il s'y fit religieux. Il était le père de Guillaume, évêque d'Évreux.
Homonymie avec Bosc-Guérard, ancienne commune de la Seine-Maritime, forme dans laquelle l'appellatif ne s'est pas agglutiné au nom de personne.
Saint Denis du Bosguérard fusionne avec Marcouville-en-Roumois en 1844 sous le nom de Bosguérard-de-Marcouville. Marcouville (Marculfiville 1046-1047, Fauroux) est une formation toponymique médiévale en -ville au sens ancien de domaine rural et sans doute antérieure à la formation Bosc Gerard, le premier élément est un nom de personne selon le cas général. Il s'agit de l'anthroponyme germanique Marculf (noté Marculfus en latin). On retrouve Marculf dans saint Marculf, religieux du Cotentin.
Homonymie avec Marcouville-en-Vexin (Marculfi villa 1028 - 1033, Fauroux), autre commune de l'Eure.

## Histoire
Il semble que le château fort de Marcouville appartenait aux puissants seigneurs du Thymerais. D'après les textes, la forteresse appartenait à Gervais Ier, seigneur de Châteauneuf-en-Thymerais. Son fils Hugues II, qui avait épousé Abérée, fille de Robert, comte de Meulan avait embrassé les intérêts de Guillaume Cliton. Il fut fait prisonnier lors de la bataille de Bourgtheroulde en 1124.
La commune a été formée en 1844 par la réunion de Marcouville et de Saint-Denis-du-Boscguérard.

## Politique et administration
| Période                                  | Période    | Identité            | Étiquette | Qualité  |
| ---------------------------------------- | ---------- | ------------------- | --------- | -------- |
| Les données manquantes sont à compléter. |            |                     |           |          |
| 1844                                     |            |                     |           |          |
| Les données manquantes sont à compléter. |            |                     |           |          |
|                                          |            | Bernadette Langlois |           |          |
| 2001                                     | 31/12/2016 | Michel Carbonnier   | DVG       | Retraité |

## Démographie
L'évolution du nombre d'habitants est connue à travers les recensements de la population effectués dans la commune depuis 1793. À partir du 1er janvier 2009, les populations légales des communes sont publiées annuellement dans le cadre d'un recensement qui repose désormais sur une collecte d'information annuelle, concernant successivement tous les territoires communaux au cours d'une période de cinq ans. 
Pour les communes de moins de 10 000 habitants, une enquête de recensement portant sur toute la population est réalisée tous les cinq ans, les populations légales des années intermédiaires étant quant à elles estimées par interpolation ou extrapolation. Pour la commune, le premier recensement exhaustif entrant dans le cadre du nouveau dispositif a été réalisé en 2008,.
En 2014, la commune comptait 610 habitants, en évolution de +5,35 % par rapport à 2009 (Eure : +2,66 %, France hors Mayotte : +2,49 %).
| 1793 | 1800 | 1806 | 1821 | 1831 | 1836 | 1841 | 1846 | 1851 |
| ---- | ---- | ---- | ---- | ---- | ---- | ---- | ---- | ---- |
| 690  | 707  | 776  | 769  | 706  | 642  | 667  | 817  | 702  |

| 1856 | 1861 | 1866 | 1872 | 1876 | 1881 | 1886 | 1891 | 1896 |
| ---- | ---- | ---- | ---- | ---- | ---- | ---- | ---- | ---- |
| 654  | 660  | 677  | 665  | 645  | 609  | 627  | 585  | 497  |

| 1901 | 1906 | 1911 | 1921 | 1926 | 1931 | 1936 | 1946 | 1954 |
| ---- | ---- | ---- | ---- | ---- | ---- | ---- | ---- | ---- |
| 539  | 533  | 512  | 476  | 414  | 401  | 399  | 453  | 440  |

| 1962 | 1968 | 1975 | 1982 | 1990 | 1999 | 2008 | 2013 | 2014 |
| ---- | ---- | ---- | ---- | ---- | ---- | ---- | ---- | ---- |
| 435  | 398  | 400  | 431  | 489  | 481  | 573  | 603  | 610  |

## Culture locale et patrimoine

### Lieux et monuments
- Château de La Mésangère  Inscrit MH (2008)[11],  Classé MH (2015)[12] ;
- Un second château[13] ;
- Église Saint-Denis[14] ;
- Un manoir[15] ;
- Le four à pain.

### Patrimoine naturel

#### Site classé
- Le château de la Mésangère et son parc[16] avec la grille en fer forgé, sept statues en pierre ou marbre, le pont de pierre, les douves et sauts de loup, les sept avenues partant du rond-point du Zéphyr de Flore et l’avenue latérale conduisant à la « Tonnelle du Roi Jacques »  Site classé (1925)[17].

#### Site inscrit
- Chêne à la Vierge  Site inscrit (1934)[18].

## Personnalités liées à la commune
- Marguerite Hessein de La Sablière, qui résida à La Mésangère dans les années 1680, y recevant, notamment, le fabuliste Jean de La Fontaine.
- Jacques Pierre Amable Chrestien de Fumechon (1757-1841) magistrat, député, propriétaire du château de la Mésangère de 1791 à 1841.